# Airão Santa Maria, Airão São João e Vermil
Airão Santa Maria, Airão São João e Vermil (oficialmente: União das Freguesias de Airão Santa Maria, Airão São João e Vermil) é uma freguesia portuguesa do município de Guimarães com 7,48 km² de área e 3 213 habitantes (censo de 2021). A sua densidade populacional é 429,5 hab./km².

## História
Foi constituída em 2013, no âmbito de uma reforma administrativa nacional, pela agregação das antigas freguesias de Santa Maria de Airão, São João Baptista de Airão e Vermil e tem a sede em Santa Maria de Airão.

## Demografia
A população registada nos censos foi:
| Distribuição da População por Grupos Etários | Distribuição da População por Grupos Etários | Distribuição da População por Grupos Etários | Distribuição da População por Grupos Etários | Distribuição da População por Grupos Etários | Distribuição da População por Grupos Etários |
| -------------------------------------------- | -------------------------------------------- | -------------------------------------------- | -------------------------------------------- | -------------------------------------------- | -------------------------------------------- |
| Antes da agregação                           |                                              |                                              |                                              |                                              |                                              |
| Ano                                          | 0-14 anos                                    | 15-24 anos                                   | 25-64 anos                                   | >= 65 anos                                   | Total                                        |
| 2001                                         | 881                                          | 595                                          | 2189                                         | 432                                          | 4097                                         |
| 2011                                         | 576                                          | 498                                          | 2040                                         | 543                                          | 3657                                         |
| Após a agregação                             |                                              |                                              |                                              |                                              |                                              |
| Ano                                          | 0-14 anos                                    | 15-24 anos                                   | 25-64 anos                                   | >= 65 anos                                   | Total                                        |
| 2021                                         | 304                                          | 390                                          | 1800                                         | 719                                          | 3213                                         |